# Палац Любомирських (Львів)

Меморіальна таблиця на честь Акту відновлення Української Держави

Пала́ц Любоми́рських (пол. Pałac Lubomirskich we Lwowie)  — пам'ятка архітектури, що знаходиться у Львові на площі Ринок, 10.

## Історія

### Перебудови
Класичний взірець бароко. Будівля займає наріжну ділянку на східній стороні пл. Ринок. Бічним фасадом виходить на вул. Руську, тильним — на вул. Федорова. Видовжена в плані з заходу на схід.
У XVII столітті споруджувалася на місці семи давніх кам'яниць (кам'яниць Шимоновичівської та Торосевичівської від плоші Ринок, трьох будинків з боку вулиці Руської, двох — вулиці Івана Федорова), над фундаментами і пивницями з періоду готики, що належали князю Сапізі.
У 1744 році їх поєднали за проєктом архітектора Бернарда Меретина, який будував, зокрема, у Бучачі і Городенці, був автором проєкту собору Святого Юра у Львові. У 1760 році власником став Станіслав Любомирський, що залучив до перебудов другого відомого архітектора — Яна де Вітта, що добудовував костел Домініканського монастиря. Над добудовами та оздобленням працювали Мартин Урбанік та скульптор Себастьян Фесінґер. Назву кам'яниця отримала завдяки князеві С. Любомирському, котрий сприяв її перебудові для власного житла 1760 року.

### Палац після перебудов
Будинок мурований з цегли, тинькований, триповерховий, завершений аттиком. Чоловий фасад членований пілястрами, перший поверх і аттик відділені широкими карнизами. Портали головного та тильного (1695 p.) фасадів мають півкругле завершення. Вікна — в рельєфних обрамленнях. Аттик та наріжник (опора будинку; оформлення за проєктом Себастьяна Фесінгера виконав скульптор С. Костецький), будівлі оформлені декоративною скульптурою, в якій фігурують мотиви військового обладунку. Капітелі пілястр прикрашені ліпними гірляндами. В інтер'єрі встановлено стукові каміни (скульптор Я. Оброцький).

### Використання
У 1772—1821 роках тут мешкала адміністрація австрійських губернаторів Галичини (зокрема, граф Перґен).
Наприкінці XIX століття (від 1895 р.) палац придбало товариство «Просвіта», в ньому містилися осередки різноманітних українських товариств і організацій (редакція газети «Діло», книгарня Наукового товариства імені Тараса Шевченка (продавали видання НТШ, твори класиків української, переклади українською творів зарубіжної літератури), редакція журналу «Громадський Голос»).
Саме з балкона цього будинку 1941 року Ярослав Стецько проголосив Акт відновлення Української держави.
Від 1975 року в будинку містяться відкриті фонди музею етнографії та художнього промислу НАН України (меблі, вироби з порцеляни, срібла тощо).
2011 року розпочато реставрацію головного фасаду і даху. Для цього з міського бюджету виділено 760 тис. гривень. Виконавець робіт фірма «Ренесанс». На головному фасаді під шаром тиньку відкрито давній напис «Будинок Просвіти», а також фрагменти давніх рекламних оголошень з боку вулиці Руської.

## Галерея

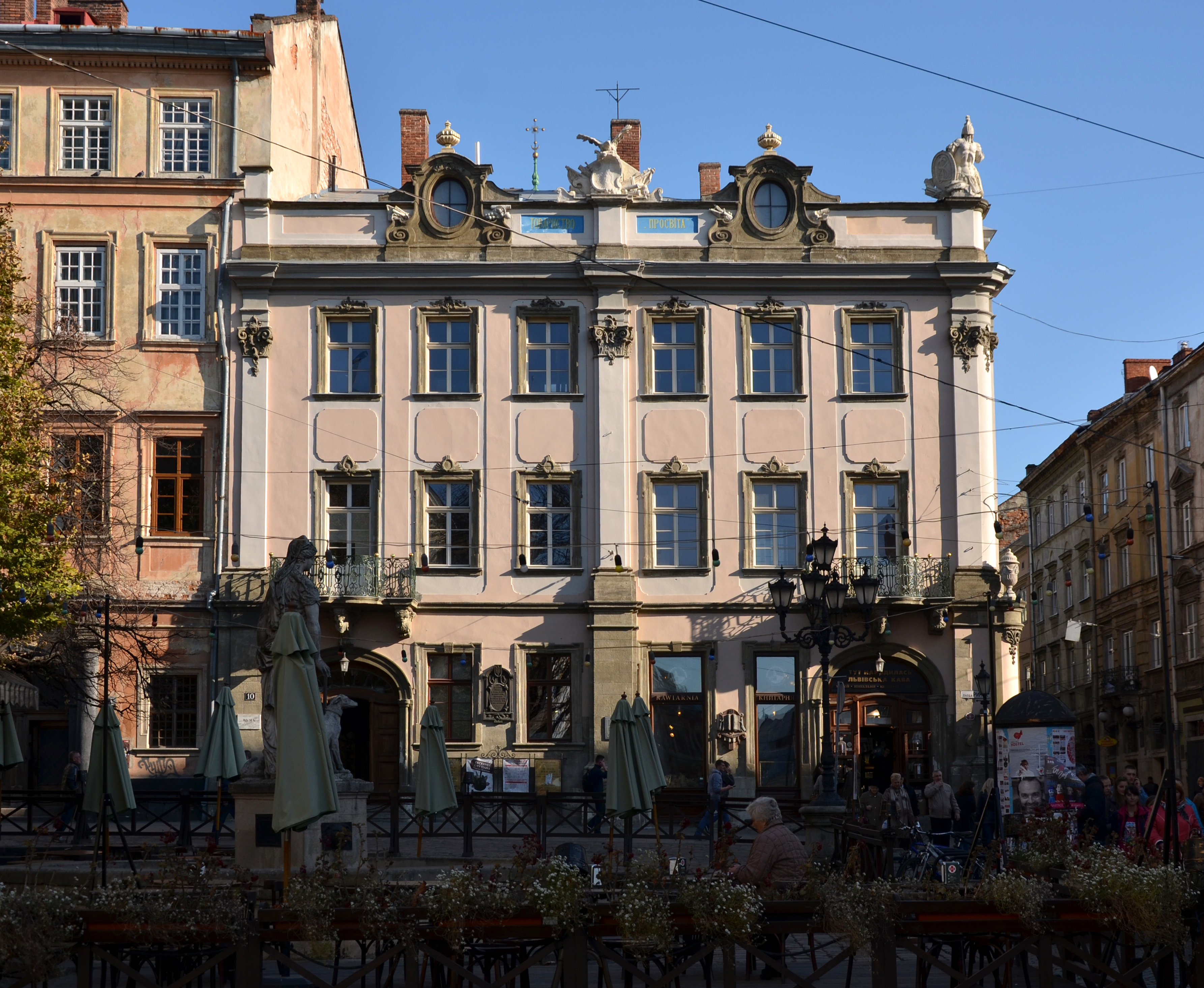
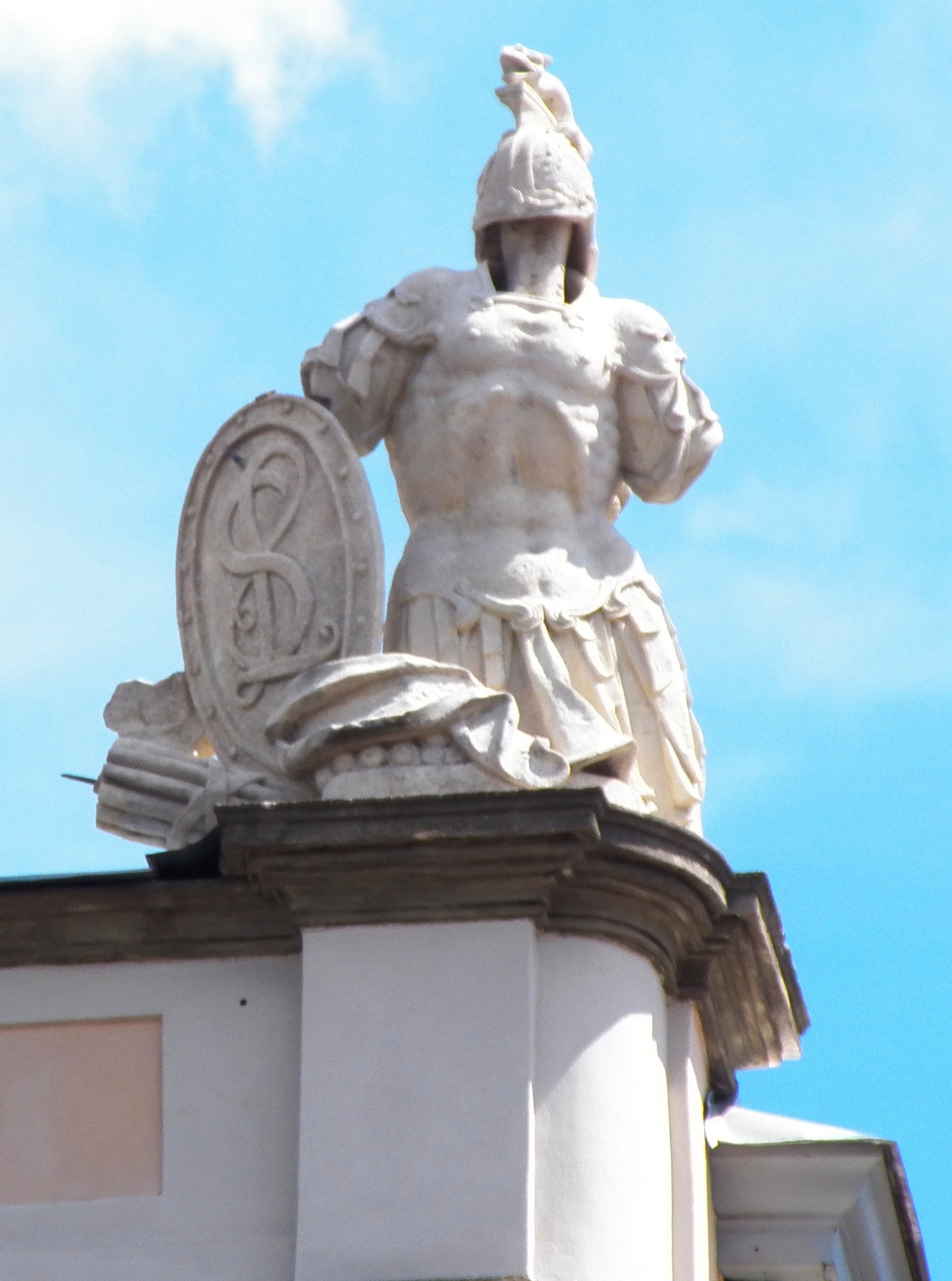
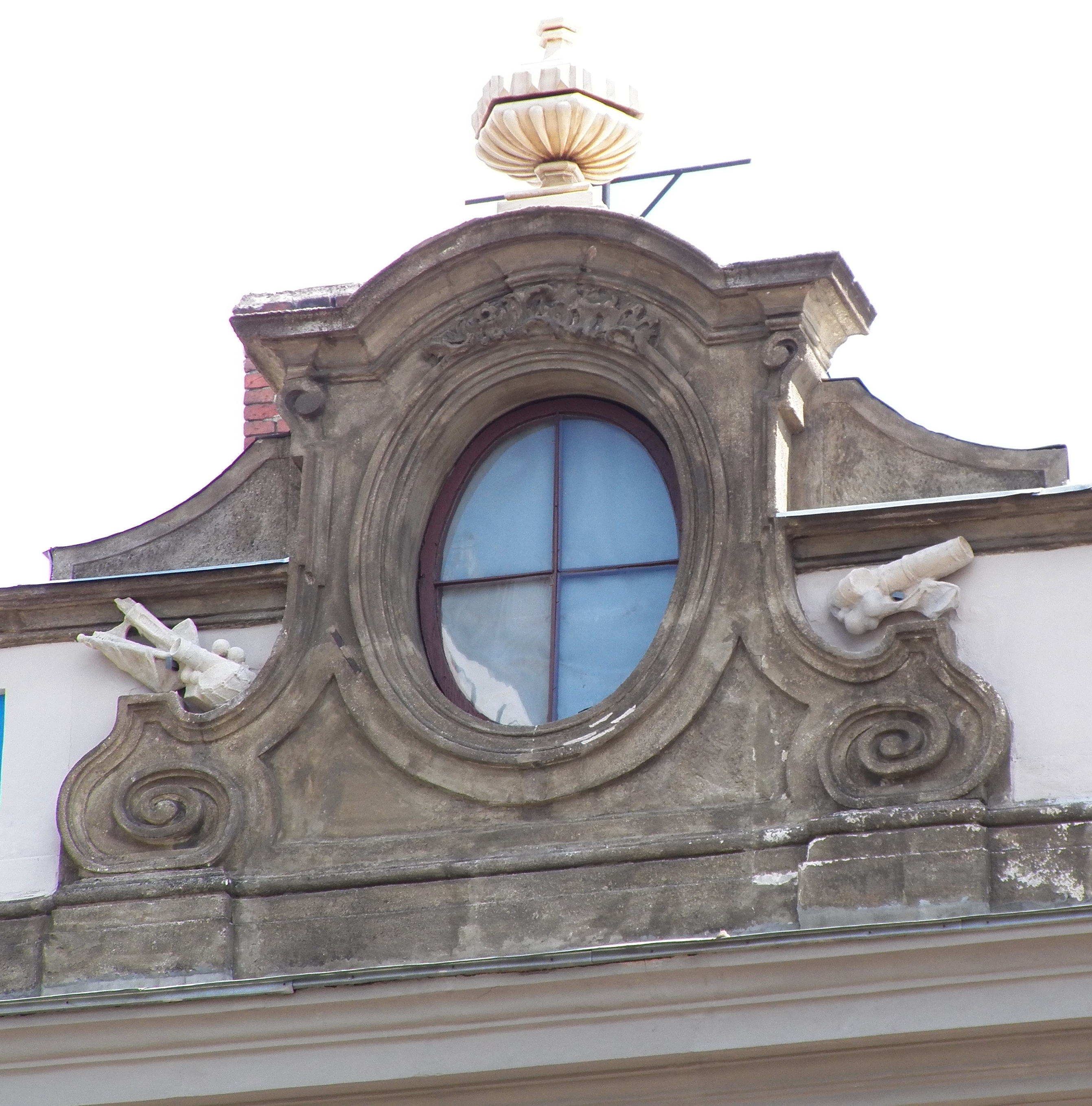
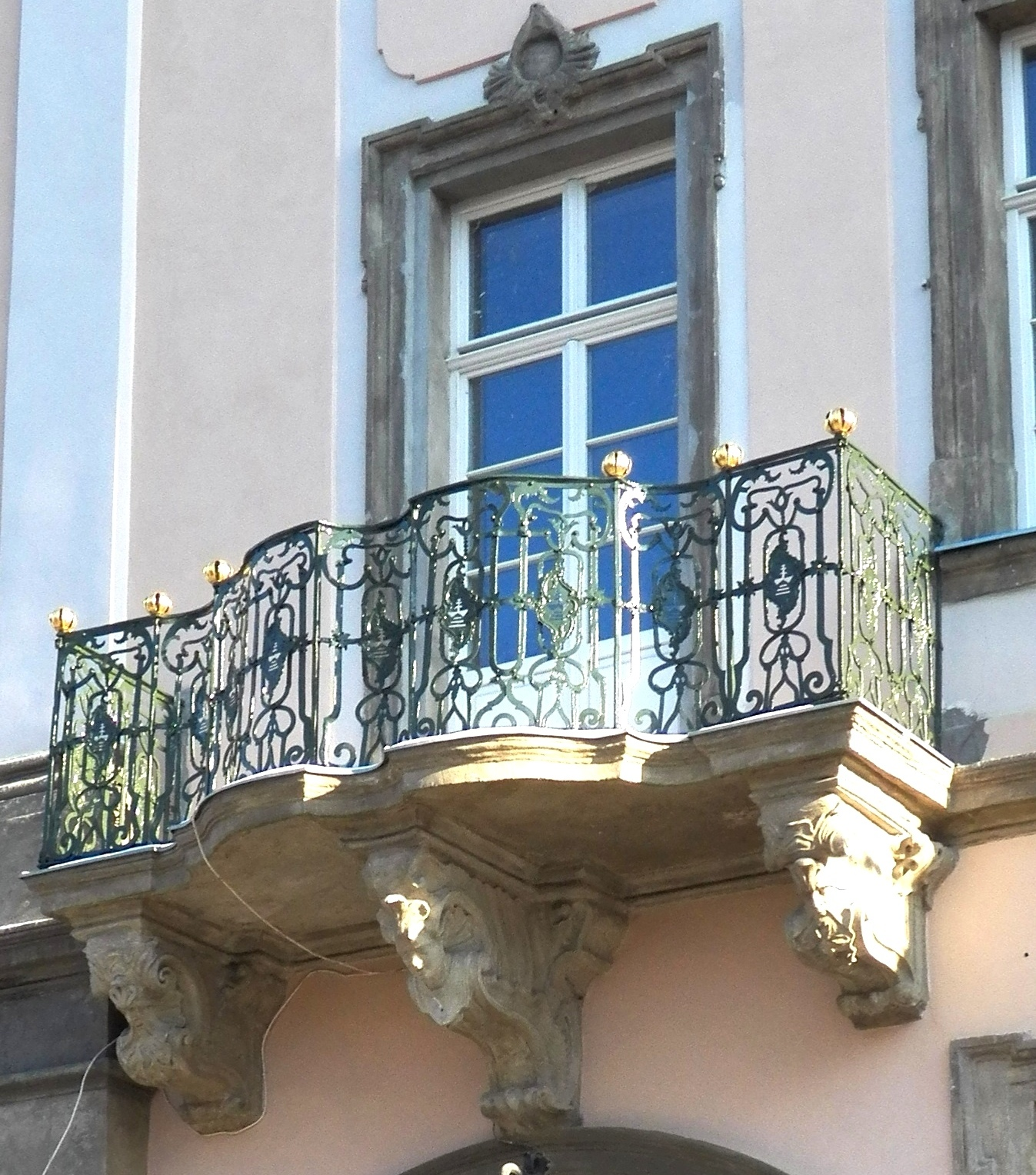
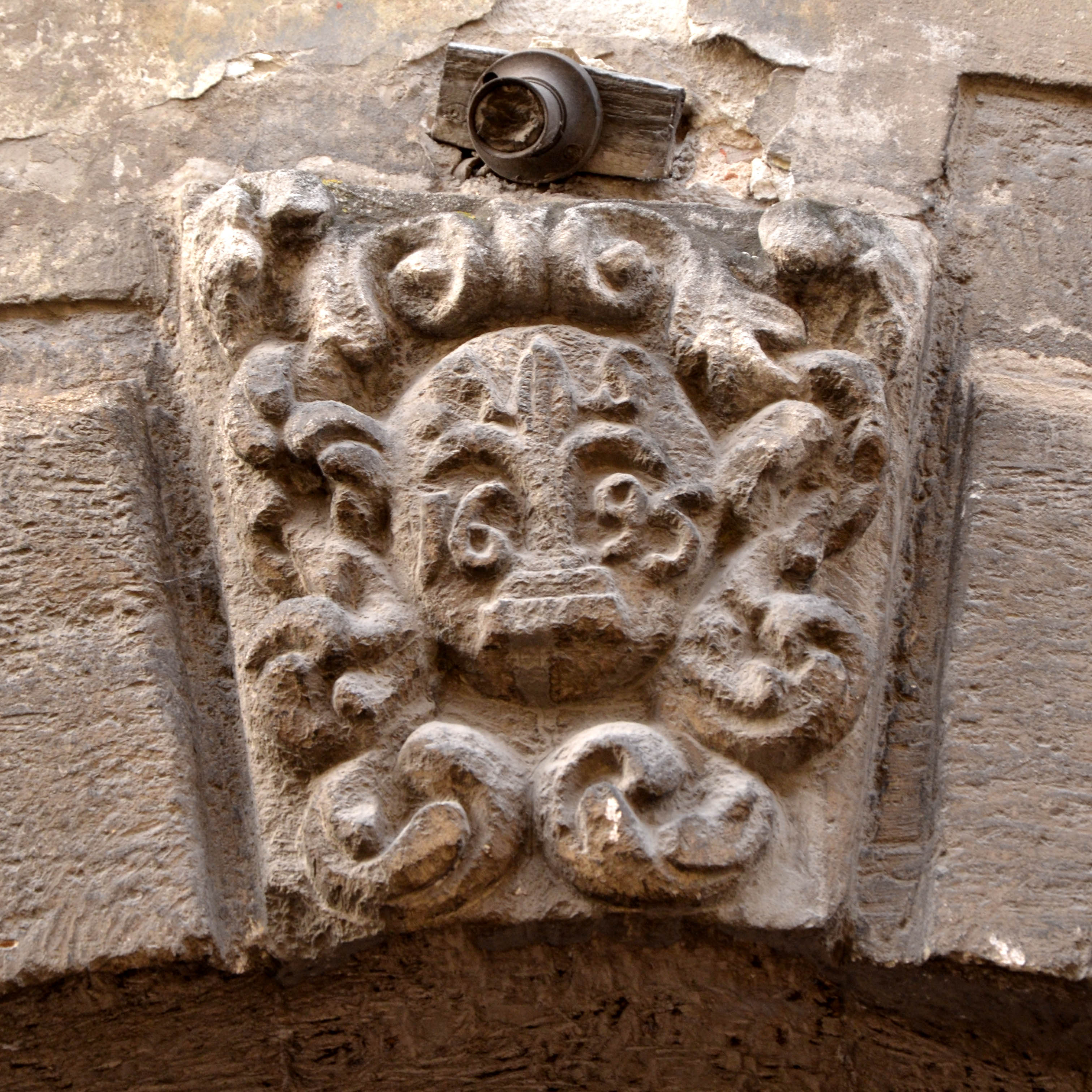
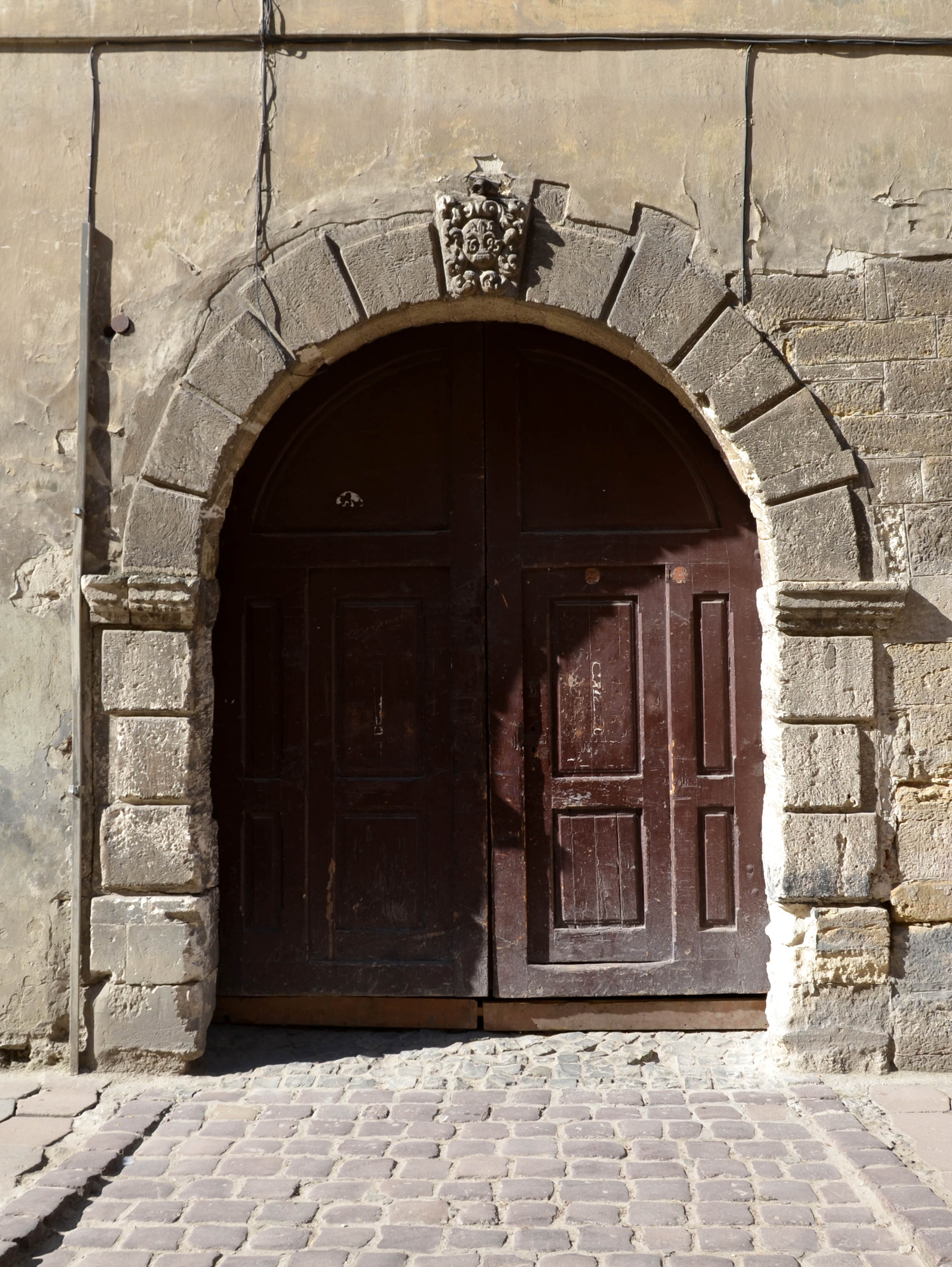
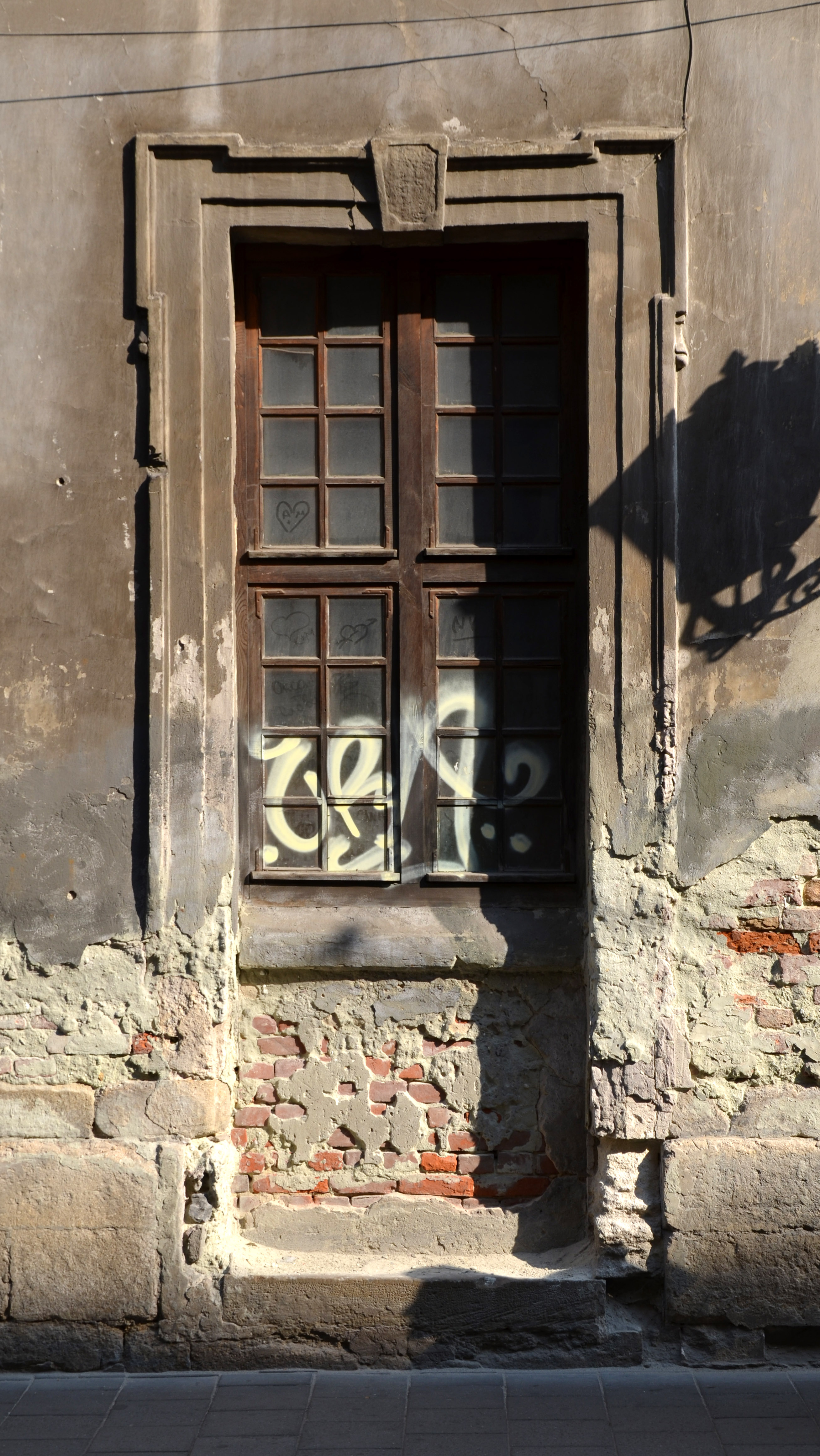
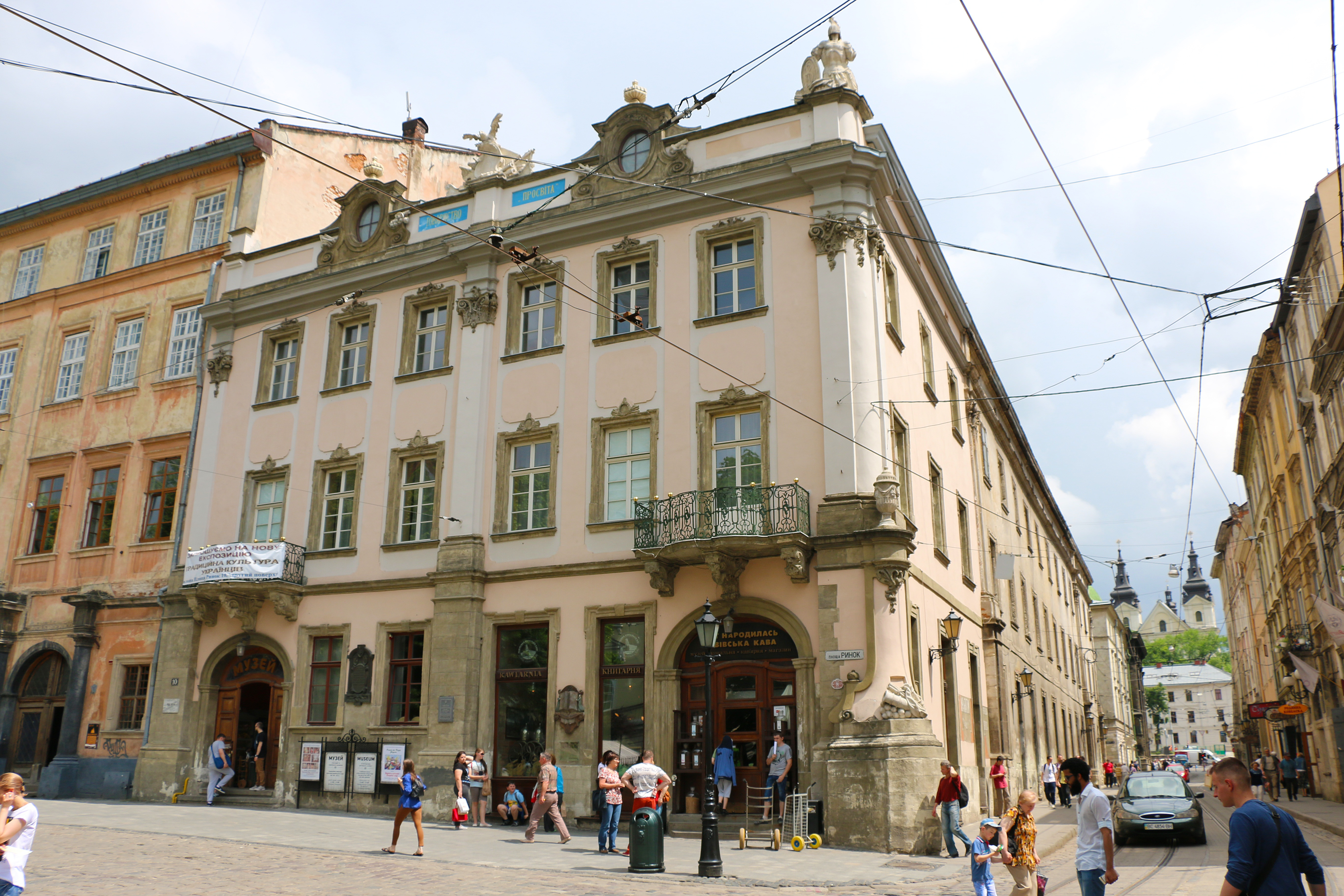